# Laurent Gaudé
Laurent Gaudé (París, 6 de julio de 1972) es un escritor francés conocido sobre todo por su obra El sol de los Scorta, galardonada con el premio Goncourt en el año 2004.

## Dramaturgia
- Combats de possédés, Actes Sud, 1999
- Onysos le furieux, Actes Sud, 2000
- Pluie de cendres, Actes Sud, 2001
- Cendres sur les mains, Actes Sud, 2002
- Le Tigre bleu de l'Euphrate, Actes Sud,  2002
- Salina, Actes Sud, 2003
- Médée Kali, Actes Sud, 2003
- Les Sacrifiées, Actes Sud, 2004
- Sofia Douleur, Actes Sud, 2008
- Sodome, ma douce, Actes Sud, 2009
- Mille orphelins seguido de Les Enfants Fleuve, Actes Sud, 2011
- Caillasses, Actes Sud, 2012

## Novelas
- Cris: roman, Actes Sud, 2001, ISBN	9782742731695
  - Battle of will, tradujo David Greig, Oberon, 2002, ISBN 978-1-84002-308-4
- La mort du roi Tsongor: roman, Actes sud, 2002, ISBN 978-2-7427-3924-0; Actes Sud, 2005, ISBN 978-2-7427-5298-0
- Le Tigre bleu de l'Euphrate, Actes Sud, 2002, ISBN 978-2-7427-3948-6
  - Death of an ancient king, Harper Perennial, 2002, ISBN 978-0-00-717028-9
  - The death of King Tsongor, Toby Press, 2003, ISBN 978-1-59264-030-0
  - El legado del rey Tsongor, tradujo José Antonio Soriano Marco, Salamandra, 2003, ISBN 978-84-7888-817-7
  - Death of an Ancient King, tradujo Adriana Hunter, MacAdam/Cage, 2007, ISBN 978-1-59692-224-2
- Le soleil des Scorta: roman, Actes sud, 2004, ISBN 9782742751419
  - The Scortas' sun, Hesperus, 2006, ISBN 978-1-84391-705-2
  - El sol de los Scorta, tradujo José Antonio Soriano Marco, Salamandra, 2006, ISBN 978-84-9838-053-8
- Eldorado, Actes Sud, 2006, ISBN 978-2-7427-6261-3
  - Eldorado, tradujo Jordi Martín Lloret, Salamandra, 2007, 978-84-9838-123-8
  - Eldorado, tradujo Adriana Hunter, MacAdam Cage, 2008, ISBN 978-1-59692-297-6
- La porte des enfers: roman, Actes Sud, 2008, ISBN 978-2-7427-7704-4
  - La puerta de los infiernos, tradujo Teresa Clavel, Salamanca, 2009, ISBN 978-84-9838-245-7
- Sodome, ma douce, Actes Sud, 2009, ISBN 978-2-7427-8012-9
- Dans la nuit Mozambique et autres récits, Actes Sud, 2007, ISBN 978-2-7427-6781-6
  - Una noche en Mozambique, tradujo Jordi Martín Lloret, Salamandra, 2010, 978-84-9838-294-5